# Yupana

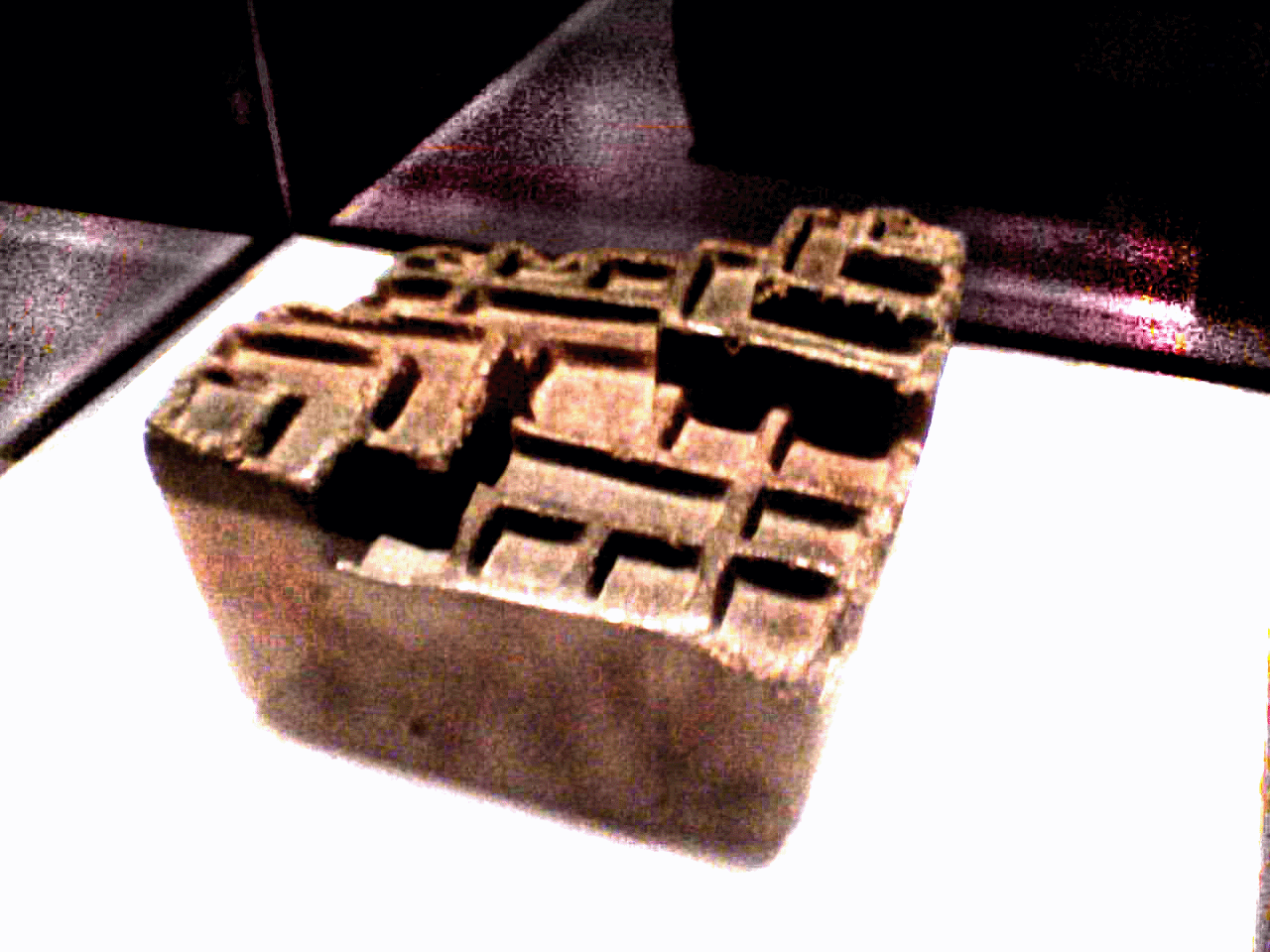
Archäologisches Exemplar

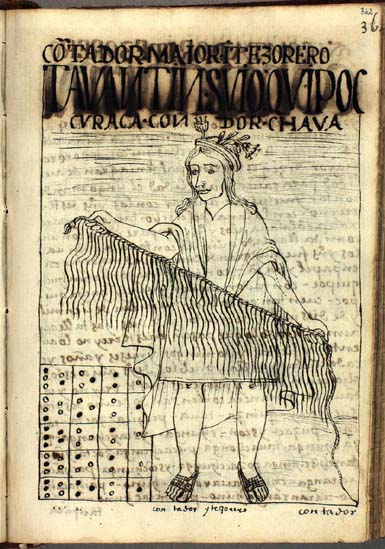
Abbildung einer Yupana in der Chronik von De Ayala (links unten)

Yupana war ein Rechenwerkzeug der Inka und ähnelte in seiner Funktion wahrscheinlich dem Abakus. Das Wort ist Quechua und bedeutet wörtlich übersetzt zählen.
José de Acosta beschrieb als einer der Ersten in seinem Werk Historia moral y natural de las Indias (Sevilla 1591) die Anwendung des Yupana. Er schrieb darin, dass in die Kästchen des Yupana Maiskörner gelegt wurden und die Inkas die Rechnungen mit erstaunlicher Geschwindigkeit ausführten. Die Zahlen wurden von den Inkas anschließend in der Quipu-Zahlschrift als Knoten auf Seilen notiert. Eine Abbildung eines Yupana mit einem Quipu findet sich in der Chronik l primer nueva corónica y buen gobierno von Waman Puma de Ayala (um 1615). Allerdings wird weder dort noch bei De Acosta die genaue Funktion der Yupana erklärt, so dass diese bis heute Gegenstand von Spekulationen ist.
Neben der Abbildung bei De Ayala gibt es archäologisch erhaltene Exemplare von Yupanas, die aber nicht einheitlich aufgebaut sind. In der Abbildung bei Ayala sind die Kästchen mit ein bis fünf schwarzen und außerdem mit weißen Kreisen gefüllt. Eine häufige Interpretation geht davon aus, dass ein Dezimalsystem zugrunde liegt. Henry Wassen ging 1931 davon aus, dass die Zeilen in Zehnerpotenzen voranschreiten und die Spalten in der Progression 1, 5, 15, 30, so dass zum Beispiel drei schwarze Steine (Maiskörner) in der ersten Spalte der untersten Reihe eine 3 darstellen und ein schwarzer in Spalte 2 eine 5. Es gab aber auch andere Vorschläge. Nach Burns ist die Anordnung der Reihen wie bei Wassen, es sind maximal fünf Steine in der ersten Spalte, drei in der zweiten und zwei in der dritten (mit maximal 10 Steinen in jeder Reihe). Die vierte Spalte in der Abbildung dient nach Burns nur zur Registrierung.